# Snakeville's Debutantes
Snakeville's Debutantes è un cortometraggio muto del 1915 diretto da Roy Clements.

## Produzione
Il film fu prodotto dalla Essanay Film Manufacturing Company. Venne girato a Niles.

## Distribuzione
Il film - un cortometraggio di una bobina - non venne distribuito subito. Fu montato insieme a un altro corto neanche quello ancora distribuito e poi uscì nelle sale cinematografiche USA nel 1917 con il titolo Pete's Pants.